# G-TOR

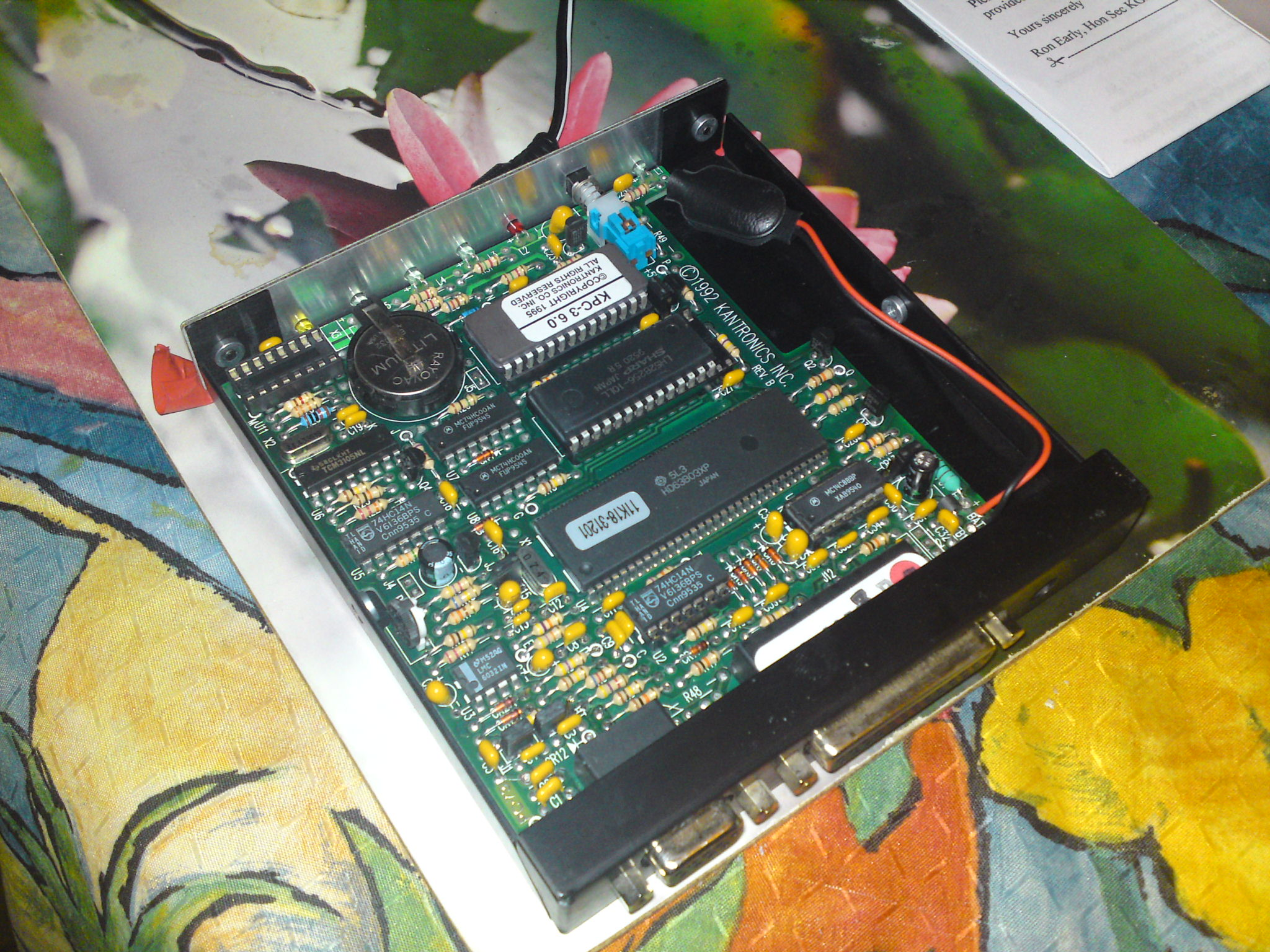
G-TOR-fähiges Modem

G-TOR (Golay teleprinting over radio) ist ein ehemals proprietäres und heute freies Datenübertragungsprotokoll für Funkverbindungen.
Es wurde vom US-amerikanischen Elektroingenieur und Funkamateur Philip N. Anderson (Amateurfunkrufzeichen W0XI) für das von ihm gegründete Unternehmen Kantronics, Inc. entwickelt. G-TOR lehnt sich an die Betriebsart PACTOR an und wird seit 1994 für professionelle Zwecke sowie auch im Amateurfunk verwendet.
Die Daten werden in der Bandbreite eines Sprachkanals übertragen. Zur Fehlerkorrektur wird der Golay-Code verwendet.